# Catocala caesia
Catocala caesia là một loài bướm đêm thuộc họ Erebidae. Nó được tìm thấy ở the các vùng núi đông nam Arizona và tây nam New Mexico, và southward through the Sierra Madre Occidental ở Chihuahua.
Tên sau của loài này caesia dựa trên từ gốc Latin, đề cập đến màu xám xanh da trời của cánh trước.
Chiều dài cánh trước là 22.4 mm đối với con đực và 25 mm đối với con cái